# 田沼時代

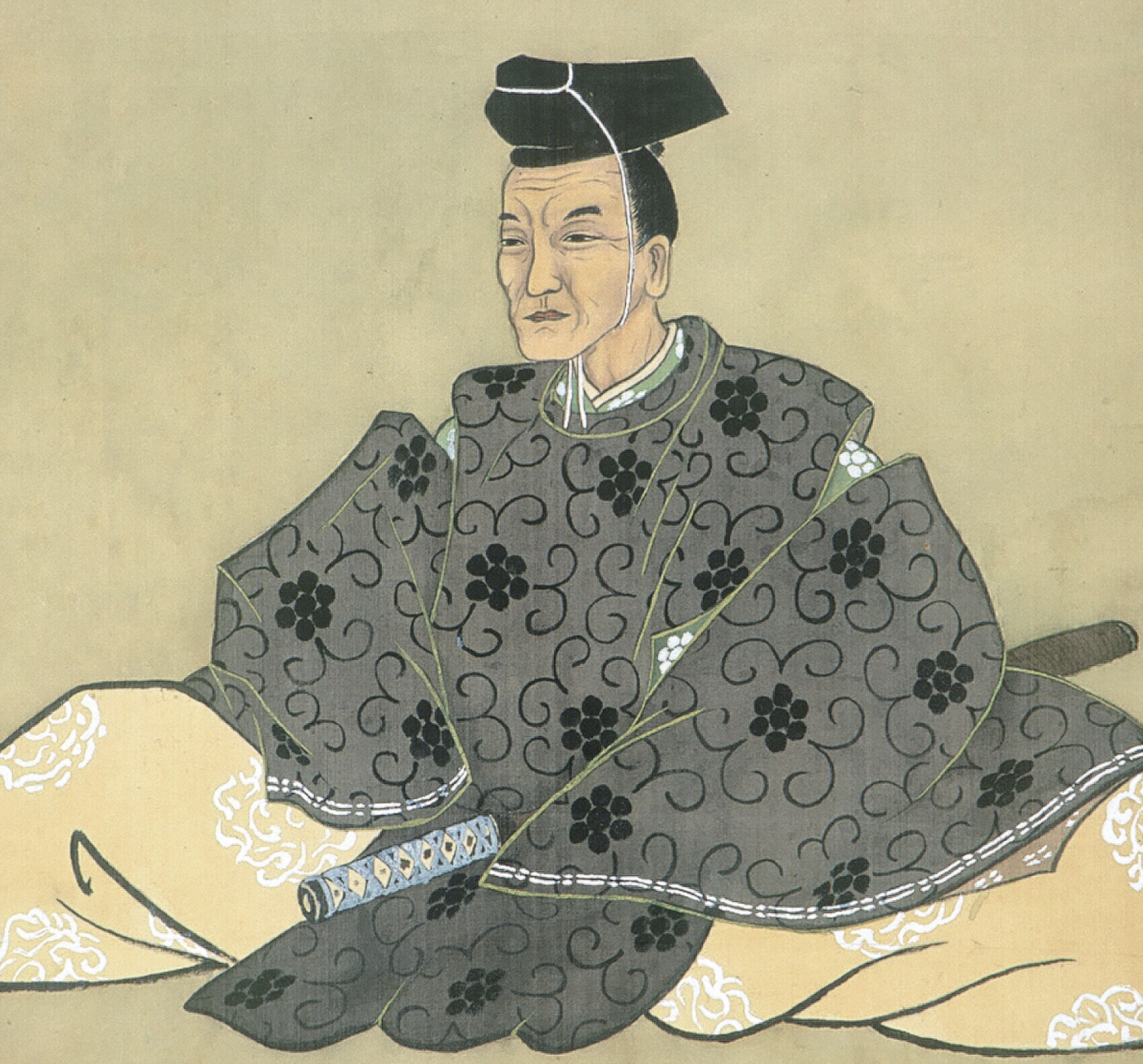
田沼意次

田沼時代（たぬまじだい）は、日本の歴史（江戸時代中期）において、老中・田沼意次が幕政に参与していた時期を中心とした時代区分。史学上は宝暦・天明期（ほうりゃく・てんめいき）として、宝暦・明和・安永・天明期（1751年 - 1789年）、すなわち享保の改革と寛政の改革の間の約半世紀の時代を指す。意次が権勢を誇った期間を基準とする場合には、定義がいくつかあるが、概ね意次が側用人職に昇格した1767年（明和4年）から意次が失脚する1786年（天明6年）までと説明することが多い。単に「田沼期」や「田沼の改革」「田沼の政治」といった呼ばれ方もある。
この時代の特徴として通俗的には伝統的な緊縮財政策を捨て、それまで見られなかった商業資本の利用など積極的な政策を取ったとされている。一方では政治腐敗の時代、暗黒時代などとみなされ、賄賂政治の代名詞としても有名。
一般にはその名を冠するように意次が世相を主導した時代区分と思われているが、当初より意次個人が絶大な権勢を奮ったわけではなく、今日にイメージされる幕政の専横は安永8年（1779年）とされ、特に天明元年を契機とする。また、古くは辻善之助が享保の改革期に連なる時代区分として宝暦-天明期の歴史的意義を評価し、この期間の代表的人物として意次を挙げて田沼時代と称する。戦後においては林基や佐々木潤之介ら以降に、先述の通り宝暦・天明期を1つの時代区分として見ることが通説化しており、特に近年においては化政文化に先立つものとして宝暦・天明文化が定義されている。また、前代までの重農主義や緊縮政策の否定や商業資本が初めて用いられたという一般的な説も厳密には正しくない。
本稿では田沼意次が幕政に参与した期間の幕府の諸政策を中心としつつ、広く時代区分としての宝暦 - 天明期の歴史的位置づけについて解説する。

## 概要
第9代将軍徳川家重、続く第10代将軍家治の寵愛を受けた田沼意次が側用人・老中として絶大な権勢を誇った期間であり、また、商業資本を重視した経済政策が実行されたことで知られる。
一般に意次が側用人となった明和4年（1767年）から天明6年（1786年）の時期とされる。ただし、意次は側用人に任命される以前から老中を辞職に追い込むなどの一定の影響力は有しており、また、専横と呼べるほどの力を持ったのは安永8年（1779年）と見られている。このため、田沼時代を意次が権勢を握った時期と定義する場合に、その開始時期については諸説ある。
当時の時代背景として商業資本、高利貸などが発達し、それまでの米を中心とする農本思想的政策から商業重視の政策への転換の時代にあたる。また、因習主義を無視した大胆な人事、行政を行ったこと、統制のない自由な思想の元、芸術学問が発達した新気運の時代でもあった。一方で汚職政治の時代としても知られており、当時から世相を風刺されていた。意次は賄賂政治家の代名詞として扱われる。ただし、これに異論を唱える研究者もいる。

## 田沼時代の期間と意次が権力を握った時期
一般に田沼時代という場合、側用人および老中となった田沼意次が幕政を専横し、当時の世相を主導した時代だったとみなされる。このため、田沼時代の具体的な期間としては、意次が第10代将軍徳川家治の側用人となった明和4年（1767年）から、彼が失脚した天明6年（1786年）の期間と定義されることが多い（大辞林や日本史広辞典など）。しかし、史学上は意次がどのように政治権力を持ったかという点で、その起点には諸説あり、権勢を誇っていたとされる時期についても様々な前提知識が必要である。 
まず、史実として意次が幕政に参加したのは明和4年（1767年）の側用人昇格からではなく、その約10年前の宝暦8年（1758年）の郡上一揆の裁定である。これは単純に幕政に加わったことを意味するにとどまらず、取次が評定所への出座の命を受けるという異例の抜擢であったことや、一連の結果として旧来の幕府中枢の重臣らが失脚したことも含まれる。以降、老中へ議題が上がる前に意次が確認するケースや、幕府が正式に触れを出した政策（すなわち老中が裁可した案件）を、意次が横槍を入れてすぐに中止に追い込むといったケースも見られ、幕政を「主導」し始めたと見られる。対外的にも、当時の老中首座・堀田正亮や側用人・大岡忠光と並んで大名からの口利きを頼まれており（すなわち表と中奥の最高位に準じた扱いを受けていた）、さらに明和元年（1764年）には老中秋元凉朝が意次との対立で辞職する一件が起きている。このように意次は取次のころから徐々に政治権力や強い影響力を持っていったのであり、側用人昇格を期にこれらを手にしたわけではない。ただし、たとえば老中が裁可した案件を意次が横槍で中止に追い込んだという事例は、逆に言えば老中の意思決定そのものには当時の意次は直接介入できなかったことも意味している。
次に意次の政治権力の特徴は、中奥の最高位である側用人として力を持ったことではなく、それと、表の最高位である老中（老中格）を兼務したことである。柳沢吉保以来、側用人が力を持った例はいくつもあるが、老中を兼務したのは意次だけであり、そのため、老中格に昇格した明和6年（1769年）や正式に老中となった安永元年（1772年）も、重要な基点と見なされる。ただし、この期間は時の老中首座・松平武元と協調して幕府の諸政策を行っており、幕政を「専横」できていたわけではない。文字通り幕政を専横したとみなせることができるのは武元が亡くなった安永8年（1779年）以降のことであり、特に天明元年（1780年）と考えられている。この時、意次は松平康福や水野忠友といった自身と姻戚関係にあったり、目をかけていた者たちを推挙して幕閣に送り込み、田沼派で占められた。さらに嫡男・意知は、慣例を破って奏者番や若年寄に任命されており、意次の権勢が彼一代限りのものではなく継承されることを内外に示し、この時期の意次の権勢は一般にイメージされるような万全なものであった。しかし、それもわずか3年後の天明4年（1784年）の意知暗殺事件を契機に、折からの天災も重なって急速に権勢は衰えたとされ、失脚した年である天明6年（1786年）まで万全の権力を保持していたわけではおらず、専横できていたと見なされる期間は短い。
このため、意次の幕政への影響力を基準に田沼時代の期間を定める場合には、その開始時期に関して幅があるし、また、その全期間において一般にイメージされるような意次による幕政の専横が行われていたことも意味しない。藤田覚は幕政をリードし始めたのが宝暦8年（1758年）ごろで、幕政の全権を掌握したのが天明元年（1781年）と述べている。
そもそもこうした意次の権勢の期間を基準とすること自体に異論があり、古くは辻善之助が意次が時代の中心としつつも、彼が当時の風潮をすべて作ったわけではないとして、宝暦から天明までの30余年間を田沼時代とする。特に辻の観点は、従来より田沼時代の特徴とされる風潮は享保期の末期には既に生じたものであって、意次の歴史の表舞台への登場によって唐突に到来したかのような認識を否定し、享保期と連続性があったものと見なす。その上で、民権発達の時期として郡上一揆から天明の打ちこわしに至る民衆の反抗や、後の化政文化に至る江戸の町人文化の萌芽だったことを挙げ、田沼時代を論ずる。
戦後においては1960年代より林基や佐々木潤之介が宝暦-天明という時代区分でこの時代を論じ、具体的な意次の幕政への影響力は評価はせず、幕府として一貫性のある政策がなされていた期間とみなす。すなわち宝暦への改元が起こった宝暦元年（1751年）10月3日から、寛政への改元が起こった寛政元年（1789年）2月3日を目処とし、享保の改革と寛政の改革の間の約半世紀の時代区分とする。
以上のように、この時代の情勢や歴史的な位置付けを、単純に意次が権勢を誇った時期や、彼の政策と効果に限定することはできない。このため、特に意次の政策に限定して論ずる場合には「田沼の政治」や、江戸の三大改革にならって「田沼の改革」などと呼称されることもある。
下記、開始時期と見られることがある出来事とその年を記述する。
宝暦元年（1751年）
意次が徳川家重の御側御用取次（御側衆）に昇格。徳川吉宗死去。意次個人の出世歴というより享保期の終わりに対する起点と見なす。この年を基準とする場合には特に「宝暦・天明期」と呼ばれる。古くは辻善之助が定義した。
宝暦8年（1758年-1759年）
旗本から1万石の大名に取り立てられ、評定所に出座。ここから本格的に幕政に参加した。また郡上一揆の沙汰において旧来の幕閣中枢が失脚したことも意次の躍進の契機とみなされる。
宝暦11年（1761年）
家重が亡くなり、遺言より徳川家治に重用される。あるいは前年の側用人・大岡忠光の死去を起点とする場合もある。
明和4年（1767年）
徳川家治の側用人となる。一般的な起点。
安永8年（1779年）
老中首座・松平武元の死去。これ以降、幕政を専横するようになったと見なされている。
1. ↑  辻善之助[9]。国史大辞典[3]、広辞苑[2]、徳富蘇峰（明確には定義していないが享保と寛政の間の期間として『田沼時代』を著述）[17]
2. ↑  賀川隆行（広義の定義）[18]、吉田伸之[19]、その他[20]
3. ↑  日本史大事典（佐々木潤之介執筆）[21]
4. ↑  日本大百科全書[22]、日本史広辞典[5]、大辞泉[4]、大辞林[23]
5. ↑  賀川隆行（狭義の定義）[18]、その他[20]

終わりに関しては意次の失脚時期（および寛政の改革の前年）である天明6年（1786年）でまず統一されているが、これは必ずしも翌1787年の天明の打ちこわしを含まないという意味ではない。あくまで1786年は意次個人が失脚した年であって、幕府中枢に残っていた田沼派を放逐して幕政が改まった決定打は天明の打ちこわしであり、また上記のように民権発達の時期と考える辻はこれも田沼時代の重要な要素と見る。また、これも先述の通り宝暦・天明期という場合にも寛政への改元が行われた寛政元年（1789年）2月3日を終わりの目処とする。

## 田沼時代の幕府の経済状況
明和年間までの田沼時代前期、向山誠斎の雑記にて明和7年（1770年）には、江戸城と大坂城の金蔵を合わせて300万両の金銀が詰まっていたと記載される。また松平定信は、自叙伝「宇下人言」の中で、元禄から寛政までの約百年間で、幕府の貯え金がもっとも充実していたのは明和年間だと書いている。ただし、これは幕府の貯蓄が豊かだったという意味であり、幕府の収入である財政収支が豊かな時代だったという意味ではない。実際の明和年間の幕府の財政収支は明和年間の1764年から1772年の8年の内の6年が米・金ともに赤字を記録し、赤字のない年は明和8年以外なく、実際の明和年間は黒字基調ではなく赤字基調な期間であった。
宝暦・明和期は大旱魃や洪水など天災が多発していた。明和の大火では死者は1万4700人、行方不明者は4000人を超えている。このような変事が続いたため年号を安永に変更し安寧を願った。当時の落首でも「明和九も昨日を限り今日よりは 壽命久しき安永の年」とうたっており天災が収まることが願われている。
このように明和期の幕府財政収支は思わしいものではないため、明和年間に充実していたという備蓄金は田沼の代表政策である株仲間の推奨や俵物生産奨励を勧めた明和年間ではなく、享保の改革の時期の備蓄金に加えて、郡上一揆などが起こった高年貢率の時代であった享保の改革から宝暦期までに貯えられてきたものであった。
八代吉宗から九代家重に代わってからの明和に入るまでの20年間のうち最初の10年の幕府の平均年貢率は、享保の改革末期の十年の平均年貢率である34.38％を超える37.48％の高率であった。そして、その後の残りの10年も税率はほぼ同じ数値で推移しており、一八世紀以降では幕府年貢率のピークを迎えていた。

浅間山の天明大噴火

全体的な田沼時代の幕府財政を年貢米・年貢金などの単年度収支からとらえると、田沼時代は毎年のように膨大な黒字があった時代ではなかった。田沼時代の幕府財政推移をとらえると、宝暦の好調期、明和の不調期、安永の安定期、天明の大不調期という推移を辿っていった。つまり、宝暦末年以降に財政が悪化しはじめ、明和の末頃に7ヵ年の倹約令を発布した効果もあり安永に一時期持ち直したものの、天明には極度に悪化した。最終的には天明8年には豊かと言われた備蓄金が81万両にまで急減している。田沼時代とは全体で見て、天災・疫病、三原山・桜島・浅間山の大噴火、さらには天明の大飢饉と天災地変が多発した時代だった。それでも幕府が破綻しなかったのは家重の時代までに貯えられてきた備蓄金のお陰だった。特に安永から天明期とは、実は享保の改革から宝暦期にかけて備蓄した財産を食いつぶした時期だったといえる。

## 主な改革

### 経済政策
田沼時代の財政政策は困窮する幕府財政への対応すべく享保期の緊縮政策を引き継ぐとともに各種様々な倹約に努めた。田沼時代の支出削減政策として、予算制度を導入し各部署に予算削減を細かく報告させて予算削減に努めたこと。大奥や禁裏財政への支出削減をかけたこと。大名達への災害時などへの支援金である拝借金を制限したこと。国役普請を復活させ公共事業費などの負担を大名に転化させたこと、認可権件を行使して民間の商人に行政サービスを転嫁させ各種事業の出費を減らそうとしたこと。倹約令を出し支出を抑制したことなどがあげられる。なお、禁裏財政を巡っては、幕府が支出削減のための調査を行った際に口向と呼ばれる地下官人による公費の横領が発覚し、4名の処刑を含めた大量の処分者を出している（安永の御所騒動）。
それと同時に年貢以外の収入の増加を試みた。都市農村を問わず専売制などの特権を与えた株仲間を公認し、運上金、冥加金を税として徴収した。また、赤字だった長崎貿易の運上を黒字にもどし収益の健全化にも成功した。
堂島米会所での先物取引が公認されたことを背景として、先物買の一般化が商品流通を促進・円滑にすることを目的に堺・大阪・平野郷町に繰綿延売買会所が設立された。当初は盛況を示したが、過度の利潤追求が綿作業者の不安を煽って、地域農民の反発を招き、三箇所とも廃止された。
財政支出補填のための五匁銀・南鐐二朱銀といった新貨の鋳造を行った。これは法定比価で金一両分だと元文銀104gに対し南鐐二朱銀八枚79gと設定したので、元文銀を材料に南鐐二朱銀を鋳造すれば貨幣発行益が発生することを見越しての新貨鋳造だった。貨幣発行益を狙って鋳造された南鐐二朱銀だったが、寛政の改革以降、西国に使用を強制するなどといった施策を行った結果、最終的に貨幣の東西の統一を促し、これまで不安定だった通貨制度を安定させる効果を発揮させた。
殖産興業として天明の大飢饉の中にもかかわらず町人資本の出資による印旛沼・手賀沼干拓、農地開発を行った。翌年完成したが、同年の天明の洪水で堤防などが流され失敗に終わった。貸金会所は寺社・農民・町人から金を出資させ、困窮する藩に貸付け、後に利子を付けて返すというものであったが、反発により挫折した。
田沼時代の田沼意次ら幕府幕閣は米などの年貢収益が頭打ちになった時代に襲ってきた赤字財政に対応すべく、伝統的な緊縮政策にて支出を抑えると共に、発達してきた商品生産、流通および金融に財源を見出し活路を開こうとした。それは以前までの年貢収益に頼るわけではなく、まだまだ経済発達が未熟な時代にさまざまな商品生産や流通に広く浅く課税し、さまざまな大胆な政策による財政運営を試行していくものだった。その大胆な政策は、その多くが失敗に終わったが前後の時期と比較して御目見得以下の出自から勘定奉行に上り詰めた奉行が勘定所で様々な経済政策を立案、試行するなどと特色ある時代であった。

### 外交政策
一般には田沼意次の積極的な貿易政策で輸出を増やしたといわれているが、鈴木康子の著書「長崎奉行の研究」によると、海舶互市新例で定められた貿易総量を超えて貿易を始めたわけでも、銀を輸入する見返りに銅の輸出量を増加させたわけでもなく、貿易総額に変化はなかったことがわかる。田沼時代の積極的な貿易政策、というこれまでの評価は再考を求められている。
また、『赤蝦夷風説考』を著した工藤平助らの意見を登用し、蝦夷地（北海道）の直轄を計画、幕府による北方探査団を派遣した。

### 学問・思想
足軽身分の平賀源内などとも親交を持ちパトロンになった。田沼時代の自由な気風のなか、江戸では大槻玄沢が蘭学塾を開き、安永3年（1774年）には杉田玄白、前野良沢らがオランダ語医学書の『ターヘル・アナトミア』を翻訳した『解体新書』を刊行、市井では庶民文化が興隆する。

### その他
士農工商の枠組にとらわれない実力主義に基づく人材登用も試みた。

## 評価・研究史

### 一般的な歴史認識
一般には田沼意次とその時代は賄賂・汚職のイメージで語られてきたものであり、これは、そもそも意次がそのような時代風潮を作り出した首魁と見なすことも含まれる。そのような印象が先行して、戦後の学術レベルでの再評価の流れが一般にも流布するまで意次の諸政策すら顧みられることはほぼ無かった。
通俗的な歴史認識として、江戸期の政治や社会は善政と悪政の交代論というものがある。すなわち、元禄文化（悪政）→享保の改革（善政）→田沼時代（悪政）→寛政の改革（善政）→大御所時代（悪政）→天保の改革（善政）である。いわゆる「江戸の三大改革」が殊更に評価されるのは、その前に悪政が存在したから、それを改める「改革」が起こったという観点が存在し、ゆえに悪政期に行われた諸政策が個々に検討されることはなく、それがたとえ新規性を持っていたとしても「革新」や「改革」とは見なされなかった。そうした中でも特に田沼時代は、前代の享保の改革と比較され、徳川吉宗の治世を善政の見本とするに対し、田沼時代は悪政の見本と見なされた。そのため、汚職がはびこったとされるのは元禄期や大御所時代も同じだったにもかかわらず、田沼時代に限って賄賂政治の代名詞として扱われる有様で、江戸史の暗黒期としてその次代風潮すべてがネガティブな印象を持たれた。また、宝暦・天明文化として扱われる文化的側面なども、かつてはこの時期特有のものとしては評価されず、化政文化の一部として説明されるのが一般的であった。そもそも田沼時代という呼称についても、個人の名を冠されるのは日本史の時代区分名として非常に珍しいが、大御所時代と同様に、個人が国政を壟断したという基本的には悪いイメージをもたらすネーミングである。
戦前に田沼時代を評価した辻善之助が『田沼時代』を執筆するきっかけになったのも、大正期の1914年に起こったシーメンス事件において、ある貴族院議員がこの収賄事件を田沼時代に見立てて当時の第1次山本内閣を批判したためであり、こうした時代認識は創作作品にも見られ田沼父子を悪役とする紫頭巾などが製作された。ただし、数少ない例外として、辻の『田沼時代』に依った山本周五郎の『栄花物語』（1953年）では、意次を実質的な主人公として肯定的に描いている。
後述するように1960年代から始まった学術レベルでの田沼時代の再評価の流れに従って、一般レベルでの認識にも変化が見られるようになっていく。例えば高校教育では、汚職はともかく、意次の政策の革新性が扱われるようになる。文芸においては、先の山本の『栄花物語』を例外として、1970年代から変化が見られ、例えば池波正太郎の『剣客商売』では意次が卓越した政治家として登場する上に、当時の時代風潮を肯定的に描写し、少年向け漫画でもみなもと太郎『風雲児たち』で肯定的に描かれた。
近年においては後述のように大石慎三郎の研究以降、意次の汚職政治家という評価も一般レベルで改められつつある。また、古くは辻が意次はあくまでその時代の代表者に過ぎないとして、当時の幕政や時代風潮をすべて彼個人に帰すことを否定しており、竹内誠も「（当時が）こうした田沼の功利的経済政策の仕組みから必然化された風潮であり、田沼意次の個性とか個人的好みに、その原因を求めるべきではなかろう」と述べている。

### 当時の認識・評価
汚職政治の時代という認識は当時から存在し、判じ絵や狂歌、落首といった形で民衆にも風刺されてきた。側用人が幕政を主導するということについても、それ自体が柳沢吉保以来の奸臣のイメージであり、譜代門閥層の反発があった。また、幕府の諸政策に関しても、町人から幕府が、換言すれば市民から政府が継続的に税収を得ることは、近代以降としては当然の政策であるが、農民からの年貢が基本であった当時の制度認識からは異例の政策であり、特に遊女屋などの賎職からも運上金を集めたことは批判があった。利益追求の風潮は、政敵である松平定信以外にも伊勢貞丈などにも批判された。現在では肯定的に評価される南鐐二朱銀も、両替商の権益を侵害するなどして、非常に町人や商人から不満を持たれた。また、意次が例えば平賀源内や工藤平助などの下級身分や町人を能力次第で重用したり、場合によっては帯刀を許したことも、当時からすれば身分秩序の破壊であったし、ロシアとの外交政策も旧来の幕法を犯すものとして批判された。加えて、度重なる天災は、それ自体が悪政に対する天罰であると見なされた。意次の嫡男・田沼意知暗殺に際してはそれを行った佐野政言が世直し大明神として崇め奉られた。
田沼時代の悪政評価は、後述するように寛政の改革期に松平定信ら反田沼派が実態以上に強調した側面も大きいが、このように当時から存在していた。ただし、少なくとも当時においては単に汚職政治だけを指したのではなく、当時の常識からして異例の諸政策や風潮も批判されたという側面を含んでいる。
一方で田沼時代を肯定的に見るのは、寛政の改革によってそれが終わりを迎えた後、懐かしむ形で生じた。「白河の清きに魚も住みかねて もとの濁りの田沼恋ひしき」の狂歌は現代でもよく知られる。また、幕末の混乱期には長崎奉行を務めた内藤忠明が意次がいれば先例に拘泥せず傑出した策を講じただろうと評し、川路聖謨は石谷清昌を「豪傑」と高く評価した上で、その石谷を登用した田沼も「正直な豪傑の心」を持っていたのだろうと評すように、一部に田沼時代や意次を肯定的に評価するものもあったが、全般としては従前の通り悪政の見本とされ、汚職といった面のみならず、その諸政策も否定的に見られた。特に明治に入ると、明治維新の意義を評価する観点からの江戸時代の暗黒性を殊更に強調する風潮の中で、田沼時代の見方は険しいものとなった。

### 学術的な評価
史学上は戦前の辻善之助の『田沼時代』における同時代の見直しが画期となっており、戦後の1960年代からの林基や佐々木潤之介によって宝暦・天明期として論じられる。1960年代末からは同時代の史料を改めて検討し直し、田沼意次個人の人物像を再評価した大石慎三郎や山田忠雄、深井雅海の研究や、1990年代以降の幕政史研究の第一人者である藤田覚の論考がある。

#### 戦前の潮流と辻善之助の指摘
戦前においては、官学派史学の大御所的存在であった三上参次が松平定信を肯定的に評価する観点から、田沼時代を否定的に評するなど、学術面においても同時代には否定的評価が主流であった。『近世日本国民史』を著述した徳富蘇峰も田沼時代を政治腐敗の時代と評し、意次の悪徳政治家ぶりを表す。そうした史学の潮流の中で登場したのが、大正デモクラシーの時代背景を受けて著述された辻善之助の『田沼時代』（1915年）であり、戦後の同時代の再評価の流れの中でも重要な研究書として扱われている。
辻は、この期間が従来の印象通り政治腐敗の時代だったとしつつ、行われた幕府の政策が非常に先駆的なものであったと評した。また、意次の従来の身分制度を無視した登用と共に、幕政を批判した判じ絵や狂歌といった町人文化、また致命打となった天明の打ちこわしそのものが、民権発達の新気運の潮流だったと評する。文化面においても、後に化政文化として興隆する江戸の町人文化（庶民文化）の萌芽は田沼時代にあったとし、国学・蘭学を代表とする思想の自由と学問芸術の発達や、一度途絶えたとはいえ開明的な政策が後の幕末にも影響を与えたことを挙げ、この時期の歴史上の価値を論じた。
また、辻は貨幣制度を伴う商業の発達にせよ、汚職政治にせよ、あるいは身分制度の綻びや町人文化の興隆も、享保期の末期から見られた漸次的な潮流であって、幕政における意次の価値を認めつつも、彼はあくまでこの時代の代表者に過ぎないとした。特に辻は意次の賄賂政治家という評価に関しては、当時の史料を引いてこれを間違いないものとしつつ、それ自体が当時の風潮であって、これを以て意次の思想や政策が否定されるべきではないとした。田沼時代の政策の特徴としてあげられる座・専売制度などの商業を利用した功利政策や、新田開発・鉱山開発の推奨といったものも、元は享保期に行われた政策であり、同じ政策をとった吉宗が称賛され田沼が酷評されるのは理屈に合わないと批判している。
こうした意次を部分的にも肯定的に評価する意見は、他にも竹越與三郎の著作にも見られ、辻個人だけの意見ではなかったが、しかし、戦前においてはそのまま再評価の流れは立ち消えてしまい、むしろ、辻の『田沼時代』を本来の主旨に反して引用される形で学術的に意次の賄賂政治家という面が強調された。

#### 戦後の再評価
戦後になると再び田沼時代および田沼意次の再評価の流れができ始める。ジョン・ホイットニー・ホールは『Tanuma Okitsugu』（1955年）において、意次の政策を日本における資本主義の萌芽として評価した。1960年代に入って階級闘争史観から林基や佐々木潤之介が、日本史における同時代（宝暦-天明）の位置づけを論議し、画期的な社会変動期として、史学的に日本近世史における重要な時代と見なされるようになる。
田沼時代を評価する観点として、まず、そもそも日本の近世史において近世の終わりの始まり、すなわち幕府体制の崩壊はどこから始まったかという論点がある。1950年代においては本庄栄治郎や津田秀夫による江戸の三大改革を強調する観点から享保の改革を起点する見方が一般的となり、現代においても中高教育において、享保期から幕藩体制が揺るぎ始めたという説を取る（幕府体制に危機が生じたので享保の改革が起こったとする）。ただし、こうした津田の観点は辻達也や北島正元、山口啓二の批判があり、特に山口はむしろ幕府体制の確立が享保期にあったとする。藤田覚は、江戸の三大改革を重視する論説（三大改革論）を嫌疑する立場から、享保の改革と、寛政の改革以降はまったく種別が違うとし、田沼時代を幕府体制に綻びが生じた、すなわち明治維新の起点、あるいは近世の社会解体の始まりの時期として重視する。
そうした前提を踏まえた上で戦前に辻が指摘した通り、同時代を混濁腐敗の暗黒時代と見るのではなく、①民意の伸長、②因襲主義の破壊、③思想の自由と学問芸術の発達、加えて④開国思想、が起こった社会変革期と見なすことが通説となっている。また、これも辻が指摘した通り、意次の登場によって唐突に新しい時代が到来したのではなく、洋書輸入の解禁や株仲間の結成など享保期の政策が実を結んだのが田沼時代であって、現代において田沼時代（宝暦-天明）は、まず享保期からの連続性の中で論ずるのが通説となっている
また、大石慎三郎は、田沼時代や意次の政治手腕が評価される中にあっても、従前の評価通りの史実だと見なされていた意次の賄賂政治家といった人物像に嫌疑を示し、これらを彼の失脚後などに政敵の松平定信などが作り出した話だと論じた。大石は、辻が『田沼時代』で示した意次の汚職政治に関する論拠を再検証した上で、これらは史料批判に乏しかったと猛批判し、今日における意次の賄賂政治家という人物像は辻に由来すると指摘した。加えて大石は同時代の別人、それこそ辻も清廉な政治家として引用した松平武元や松平定信には贈収賄があった史料が残っているのに対し、むしろ意次の方にはそれが皆無だったと指摘する。ただし、大石はだからと言って意次が清廉潔白な政治家だったとは断定できないし、当時の政治の常道としての賄賂や、特に現代で言うお歳暮程度の贈収賄はよくあったとも述べている。このように大石は同時代が汚職の時代であったことや、一般民衆が意次を批判していたことを否定しているわけではない。
これに対し藤田覚は大石が主張する田沼を金権腐敗の政治家ではなかった根拠として挙げている伊達重村からの賄賂を田沼が拒絶したという文書に対し大石の誤読だと結論付けている。重村の工作への対応にて大石は松平武元は人目を避けて来るようにと重村の側役に指示したのに対し、田沼は7月1日での側役の訪問の許可を求めに対し、書状で用事が済むのだから必要がないと答えたことを根拠にして大石は武元を腐敗政治家、田沼を清廉な人物と解釈している。これに対し藤田は7月1日での賄賂の機会は放棄したが側人の古田良智が田沼の屋敷に直接訪ねる（＝賄賂を直接受け渡しする）許可を田沼本人が直接出しているのだから結局のところ武元と同じで賄賂を受け取っており、田沼が清廉な人物であるという解釈はとても成り立たないと書いている。
藤田は田沼が重村の中将昇任への口利きをし、二年後に中将昇任を実現させたとしている。その後、将軍からの拝領物などの件でも請願をうけ、実現のために働いている。さらに、官位だけでなく秋田藩は拝借金や阿仁銅山上知撤回のために田沼に工作しており、薩摩藩も拝借金の件で同様に田沼に工作していたと述べている。同時に藤田は、田沼時代は賄賂の代名詞とされているが、実際には賄賂による武家の猟官や商人の幕府からの受注獲得などは田沼以前から問題視されており、賄賂を受け取る役人・幕閣は珍しい存在ではなく、特にその傾向は17世紀末の元禄時代から激しくなっていたと説明している。このことについて新井白石が、賄賂分を上乗せした工事代を支払うようになったので元禄期に財政危機に陥ったと説いた事例を紹介している。以上のことなどからも、田沼時代は賄賂が特に横行した時代ではあったが、賄賂を貰うこと自体は特別なことではなかったとされる。ただし、田沼は当時独裁的な権力を一人所持して一心に賄賂攻勢を受けた為、目立つ存在であった。藤田は田沼は大名家としての成立事情から家臣の統制が甘く、賄賂の横行を許してしまい、未曽有の賄賂汚職の時代を招いてしまったと述べている。
深谷克己は相良城の築城経費について領民に御用金を命じて恨まれたり、商人から多額の借金をした形跡がないことを指摘。そして、相良城築城の財源は城着工に当たって行われた寄進にて賄われたと主張している。寄進者を記載した勧化帳には江戸の商人達の名前が多く並んでおり、商人たちは何かにつけて田沼家へ常態的に付け届けを行っており、それが定例の上納金となっていたと主張している。
呉座勇一は著書『日本史 敗者の条件』の田沼意次の項にて、現在の歴史学界では戦後の田沼の再評価の行き過ぎに対する揺り戻しという再々評価が起こっており、田沼の政策の限界・問題点が指摘されていると主張している。田沼は、その斬新な政策を理解できない守旧派に足を引っ張られたから失脚したとは必ずしも言えず、田沼自身の政策に欠陥において改革が挫折したからこそ失脚したと述べている。

## 年表
以下、宝暦-天明期を中心とした田沼時代の年表を表す。田沼時代の理解のため、一部に同時期の他藩の専売制や、寛政の改革期も一部含める。
| 西暦   | 和暦     | 田沼意次史                               | 政治史                               | 経済史                                                  | 農政・民衆史                                | 外交史                                              | 学問史                       | 文芸史                                    | 死没              |
| ------ | -------- | ---------------------------------------- | ------------------------------------ | ------------------------------------------------------- | ------------------------------------------- | --------------------------------------------------- | ---------------------------- | ----------------------------------------- | ----------------- |
| 1751年 | 宝暦元年 | 御側御用取次になる                       | 徳川吉宗死去                         |                                                         | 松代強訴（田村騒動）                        |                                                     |                              |                                           |                   |
| 1752年 | 宝暦2年  |                                          |                                      |                                                         |                                             | 琉球使節、将軍に謁する                              |                              |                                           |                   |
| 1753年 | 宝暦3年  |                                          |                                      |                                                         |                                             |                                                     |                              |                                           |                   |
| 1754年 | 宝暦4年  |                                          |                                      | 酒勝手造許可                                            | 郡上一揆                                    |                                                     | 『玄語』起稿                 |                                           |                   |
| 1755年 | 宝暦5年  |                                          |                                      |                                                         | 農民一揆鎮圧令                              |                                                     |                              |                                           |                   |
| 1756年 | 宝暦6年  | 5000石に加増                             |                                      |                                                         |                                             |                                                     |                              |                                           |                   |
| 1757年 | 宝暦7年  |                                          |                                      |                                                         |                                             |                                                     |                              | 平賀源内による初の物産会                  |                   |
| 1758年 | 宝暦8年  |                                          |                                      |                                                         |                                             |                                                     |                              |                                           |                   |
| 1759年 | 宝暦9年  | 1万石で遠江相良藩主となる 評定所へ出座   | 宝暦事件                             | 金札・銀札の通用禁止                                    |                                             |                                                     |                              |                                           |                   |
| 1760年 | 宝暦10年 |                                          | 徳川家重隠居、徳川家治が第十代将軍に | （会津藩）塩専売開始                                    |                                             |                                                     |                              |                                           |                   |
| 1761年 | 宝暦11年 |                                          | 徳川家重死去                         |                                                         |                                             |                                                     |                              |                                           |                   |
| 1762年 | 宝暦12年 |                                          |                                      |                                                         | 農民闘争鎮圧令                              |                                                     |                              |                                           | 山脇東洋          |
| 1763年 | 宝暦13年 | 1万5000石に加増                          |                                      | 鉱山調査の命令（特に銅山） （長州藩）綿の運上銀仕法施行 |                                             | 第11次朝鮮通信使                                    |                              |                                           |                   |
| 1764年 | 明和元年 |                                          | 老中秋元凉朝辞職                     | 長崎貿易不振により俵物生産奨励                          | 中山道伝馬騒動                              |                                                     | 『古事記伝』起稿             |                                           |                   |
| 1765年 | 明和2年  |                                          |                                      | 銭座の設置 五匁銀                                       |                                             |                                                     |                              | 『誹風柳多留』刊行 錦絵の創製・絵暦交換会 |                   |
| 1766年 | 明和3年  |                                          |                                      | （阿波藩）藍玉売買所設置                                |                                             |                                                     |                              | 円山応挙が応挙を名乗る                    |                   |
| 1767年 | 明和4年  | 側用人になる 2万石に加増                 | 明和事件                             | 関東八カ国綿実買受問屋設置                              |                                             |                                                     |                              | 『寝惚先生文集』刊行                      |                   |
| 1768年 | 明和5年  |                                          |                                      |                                                         | 蓑虫騒動                                    |                                                     |                              |                                           |                   |
| 1769年 | 明和6年  | 側用人兼務で老中格になる 2万5000石に加増 |                                      |                                                         | 徒党・強訴に対する出兵鎮圧令                |                                                     |                              | 初の狂歌会                                | 賀茂真淵          |
| 1770年 | 明和7年  |                                          |                                      | 油稼株の公認                                            |                                             |                                                     |                              | 五代目市川團十郎襲名                      | 鈴木春信          |
| 1771年 | 明和8年  |                                          |                                      |                                                         |                                             |                                                     | 千住小塚原刑場での死体腑分け | お蔭参り流行                              |                   |
| 1772年 | 安永元年 | 老中に昇格 3万石に加増                   |                                      | 南鐐二朱銀 樽廻船問屋株公認                             |                                             |                                                     |                              |                                           |                   |
| 1773年 | 安永2年  |                                          | 安永の御所騒動                       | 菱垣廻船問屋株公認 （阿波藩）砂専売                     |                                             |                                                     |                              |                                           |                   |
| 1774年 | 安永3年  |                                          |                                      |                                                         |                                             |                                                     | 『解体新書』刊行             | 蔦屋重三郎が『一目千本』刊行              |                   |
| 1775年 | 安永4年  |                                          |                                      |                                                         |                                             |                                                     | 『玄語』刊行                 | 喜多川歌麿登場 『金々先生栄花夢』刊行     |                   |
| 1776年 | 安永5年  |                                          |                                      |                                                         |                                             |                                                     | エレキテル復元               | 『雨月物語』刊行                          | 池大雅            |
| 1777年 | 安永6年  |                                          |                                      |                                                         | 農民の江戸奉公稼ぎ禁止令 徒党・強訴禁止     |                                                     |                              |                                           |                   |
| 1778年 | 安永7年  |                                          | 備蓄金が綱吉以来の最高値             | 輸出品の俵物奨励                                        |                                             | ロシアが松前藩に通商要求                            |                              |                                           |                   |
| 1779年 | 安永8年  |                                          | 松平武元死去                         |                                                         |                                             |                                                     |                              |                                           |                   |
| 1780年 | 安永9年  | 4万7000石に加増 奏者番になる             |                                      | 鉄座・真鍮座結成（鉄と真鍮の専売） 絹糸貫目改所設置許可 |                                             | 『赤蝦夷風説考』刊行                                |                              |                                           | 平賀源内          |
| 1781年 | 天明元年 |                                          |                                      |                                                         |                                             |                                                     |                              |                                           |                   |
| 1782年 | 天明2年  |                                          |                                      | 米その他商品の買占厳禁令                                | 絹一揆 天明の大飢饉（-1787） 印旛沼干拓開始 |                                                     |                              |                                           | 与謝蕪村          |
| 1783年 | 天明3年  |                                          |                                      |                                                         | 浅間山の天明大噴火                          |                                                     |                              |                                           |                   |
| 1784年 | 天明4年  | 5万7000石に加増 田沼意知 暗殺            |                                      | 江戸積問屋株仲間公認                                    |                                             |                                                     |                              |                                           |                   |
| 1785年 | 天明5年  |                                          |                                      |                                                         |                                             | 蝦夷地調査                                          |                              |                                           |                   |
| 1786年 | 天明6年  | 失脚、老中辞任。2万石没収。              | 徳川家治死去                         | 貸付会所計画                                            | 手賀沼干拓                                  | 最上徳内の千島探検                                  |                              |                                           |                   |
| 1787年 | 天明7年  | 蟄居                                     | 寛政の改革                           |                                                         | 天明の打ちこわし                            | 『海国兵談』刊行                                    |                              | 『通言総籬』刊行                          |                   |
| 1788年 | 天明8年  | 死去（享年70）                           |                                      |                                                         |                                             |                                                     |                              |                                           |                   |
| 1789年 | 寛政元年 |                                          |                                      | 棄捐令                                                  |                                             | クナシリ・メナシの戦い                              | 芝蘭堂開講                   |                                           | 三浦梅園 恋川春町 |
| 1790年 | 寛政2年  |                                          |                                      |                                                         |                                             |                                                     | 寛政異学の禁                 |                                           |                   |
| 1791年 | 寛政3年  |                                          |                                      |                                                         |                                             |                                                     |                              | 山東京伝が手鎖を受ける                    |                   |
| 1792年 | 寛政4年  |                                          |                                      |                                                         |                                             | ラクスマンが根室来航 『海国兵談』発禁（林子平蟄居） |                              |                                           |                   |

※大石学の年表（1709年-1804年）と藤田覚の年表を基に、文化史面は『江戸文化の見方』（竹内誠編）で補足。